# 三井親和

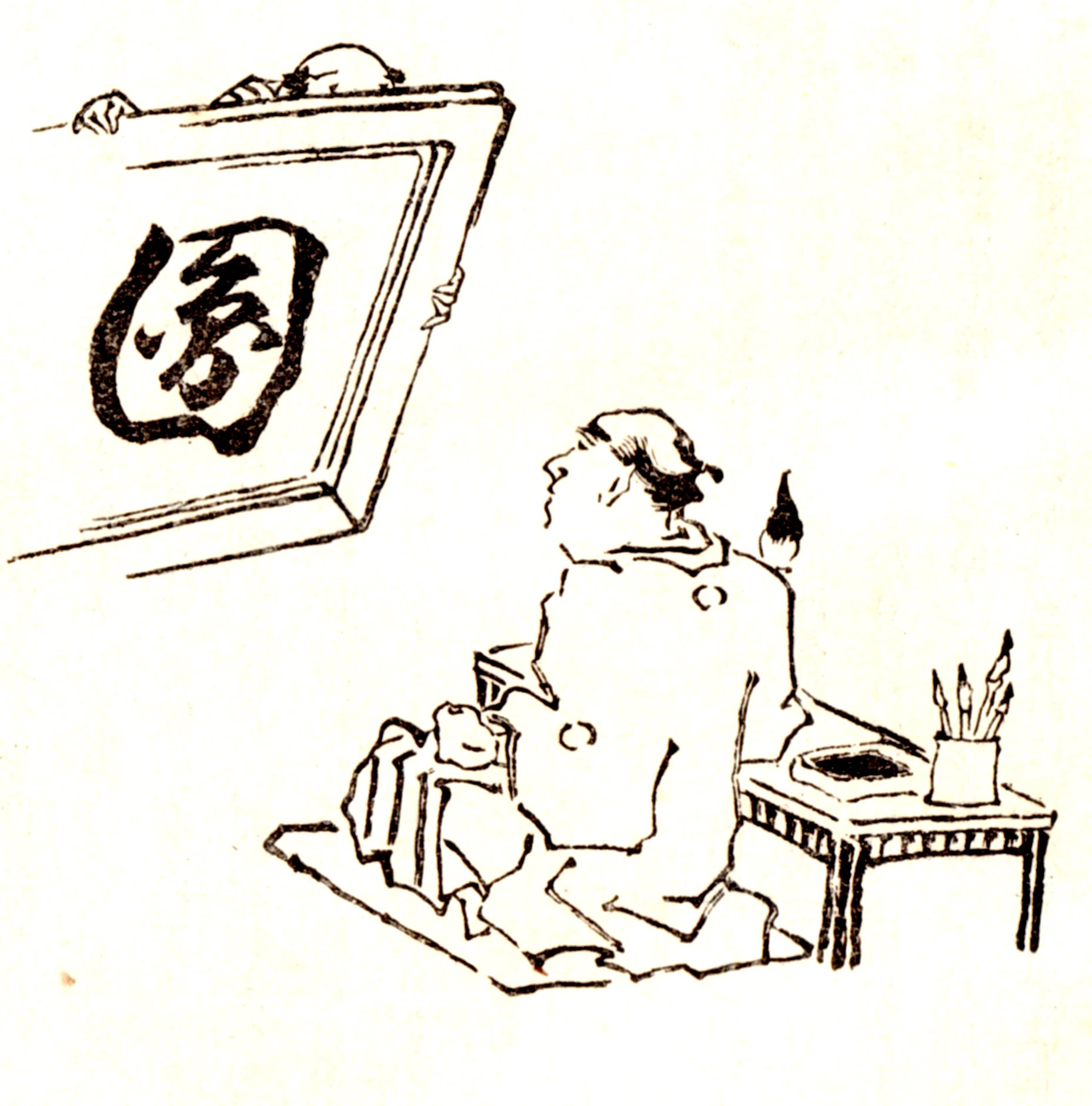
三井親和　『百家琦行伝』より

三井 親和（みつい しんな、元禄13年（1700年） – 天明2年3月7日（1782年4月19日））は、江戸時代中期の日本の書家・篆刻家である。
字は孺鄕、号に竜湖・深川漁夫・万玉亭などがある。通称は孫兵衛。信濃国諏訪藩主諏訪忠晴の弟にあたる旗本諏訪盛條の家臣三井孫四郎之親（ゆきちか）の子。深川に住んだので深川親和とも称された。

## 略伝
最初、禅僧東湖に書法を学び、正徳元年（1711年）、細井広沢に就いて書と篆刻を学んだ。広沢没後は関思恭、松下烏石、平林惇信とともに、細井門下の「四天王」と並び称された。寺社の扁額や祭礼の幟、商家の暖簾など請われるままに書している。安永・天明の頃に親和の篆書・草書を反物に染出した「親和染」が好事家の間に流行した。また印譜なども多く収蔵し、「親和は広沢の深遠な刀法をただひとり受け継いだ」と評された。しかし、実際は正しい篆法を学んでいないので書体の用法に過ちが多いと指摘される。
兄喜左衛門の仕えた高崎藩主で当時老中に昇り詰めた松平輝高に気に入られ、深川に地屋敷を与えられた。旗本や御家人の子息が挙って門を叩き多くの門人を集め、馬術や弓術の指南と書を教えた。
親和は50歳過ぎまで妻帯しなかったが、人に勧められて40過ぎの農家の女を妻にした。しかし、子が出来ないので妻に請われて20歳ほどの女を妾とし、三人の子に恵まれた。一説には親和の妻は松平輝高の臣下の娘だとも言う。
享年83。門下で著名となった者に林述斎・亀田鵬斎などがいる。子の親孝も書家となったが大成しなかった。甥の三井之孝による肖像画が伝わっている。

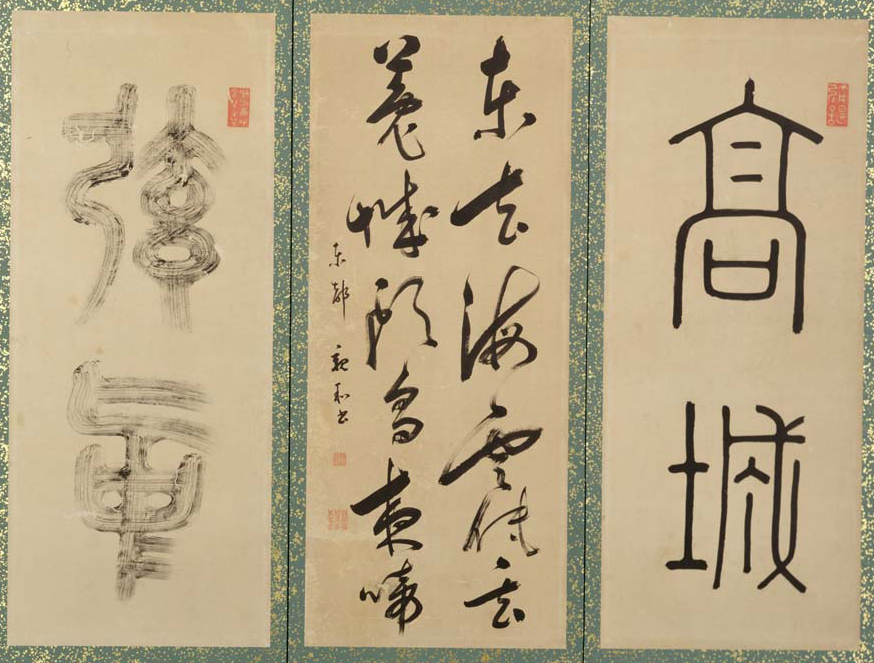
詩書屏風 東京国立博物館（六曲一双のうち）